# パトモス島の聖ヨハネのいる風景
『パトモス島の聖ヨハネのいる風景』（パトモスとうのせいヨハネのいるふうけい、仏: Paysage avec saint Jean à Patmos、英: Landscape with Saint John on Patmos）は、17世紀フランスの巨匠ニコラ・プッサンが1640年にキャンバス上に油彩で制作した絵画である。画家による最初の風景画の1つであり、画面前景に福音書記者聖ヨハネを描いている。ローマのジャン・マリア・ロッショーリ (Gian Maria Roscioli) のために描かれた作品であるが、その後、数々の所有者を経て、1930年以来、シカゴ美術館に所蔵されている。

## 作品
本作は、1640年にロッショーリのために現在ベルリン絵画館にある『聖マタイと天使のいる風景』 (1639-1640年) の対作品として描かれた作品である。本来、聖マルコ、聖ルカも含めて4人の福音書記者をそれぞれ描く連作の一部であったのかもしれない。
ローマ帝国の第11代皇帝ドミティアヌスの迫害を受けたヨハネは、小アジアに近い島パトモスに追放され、そこで『黙示録』を著すことになった。本作前景の廃墟の前に座っているヨハネは目下、この書を執筆中である。初期ネーデルラント絵画の巨匠ヒエロニムス・ボスの『パトモス島の聖ヨハネ』 (ベルリン絵画館) と比較すると、聖母マリアの幻想を見るシーンではなく、執筆し思考しているところが描かれており、それが本作の特徴である。福音書記者聖ヨハネの伝統的なアトリビュートである鷲が画面右に描かれている。
本作の対作品である『聖マタイと天使のいる風景』では蛇行する河を導入し、それにより明暗部分が織りなす実験的性格を示している。それに対し、本作では地面の描写が堅牢に確立し、安定感のある古典主義的な作風となっている。消えた古代世界の栄光を示すため、プッサンはヨハネのために慎重に理想的世界を構築している。その世界にはオベリスク、寺院、柱の残骸が見えるが、そうした人間の作った建築物と自然の形体は幾何学と論理に適合させられ、計測された秩序を示している。実際、岩塊や樹々の描写は様式的にきわめてキュビスム的である。ヨハネの横顔でさえも古典主義的風景と調和をなしている。
以後のプッサンの作品には、『ポリュペーモスのいる風景』(エルミタージュ美術館)、『日の出を探す盲目のオリオン』(メトロポリタン美術館) などに見られるように、こうした書割の中にさまざまなドラマが描かれることになる。しかし、後年の作品に比べると、本作の眺望はまだそれほどの広大さは持っていない。

## ギャラリー

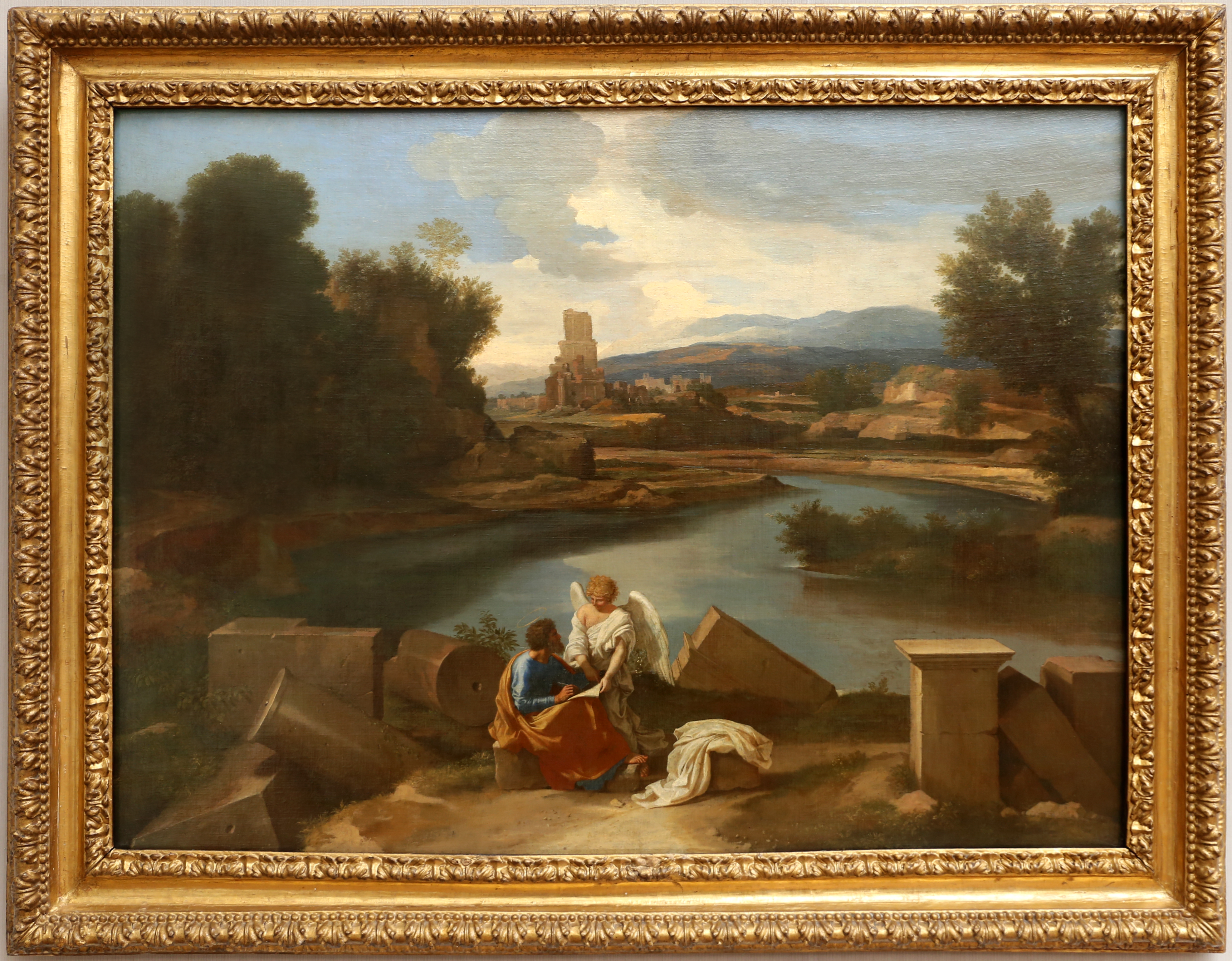
プッサン『聖マタイと天使のいる風景』 (1639-1640年、ベルリン絵画館)
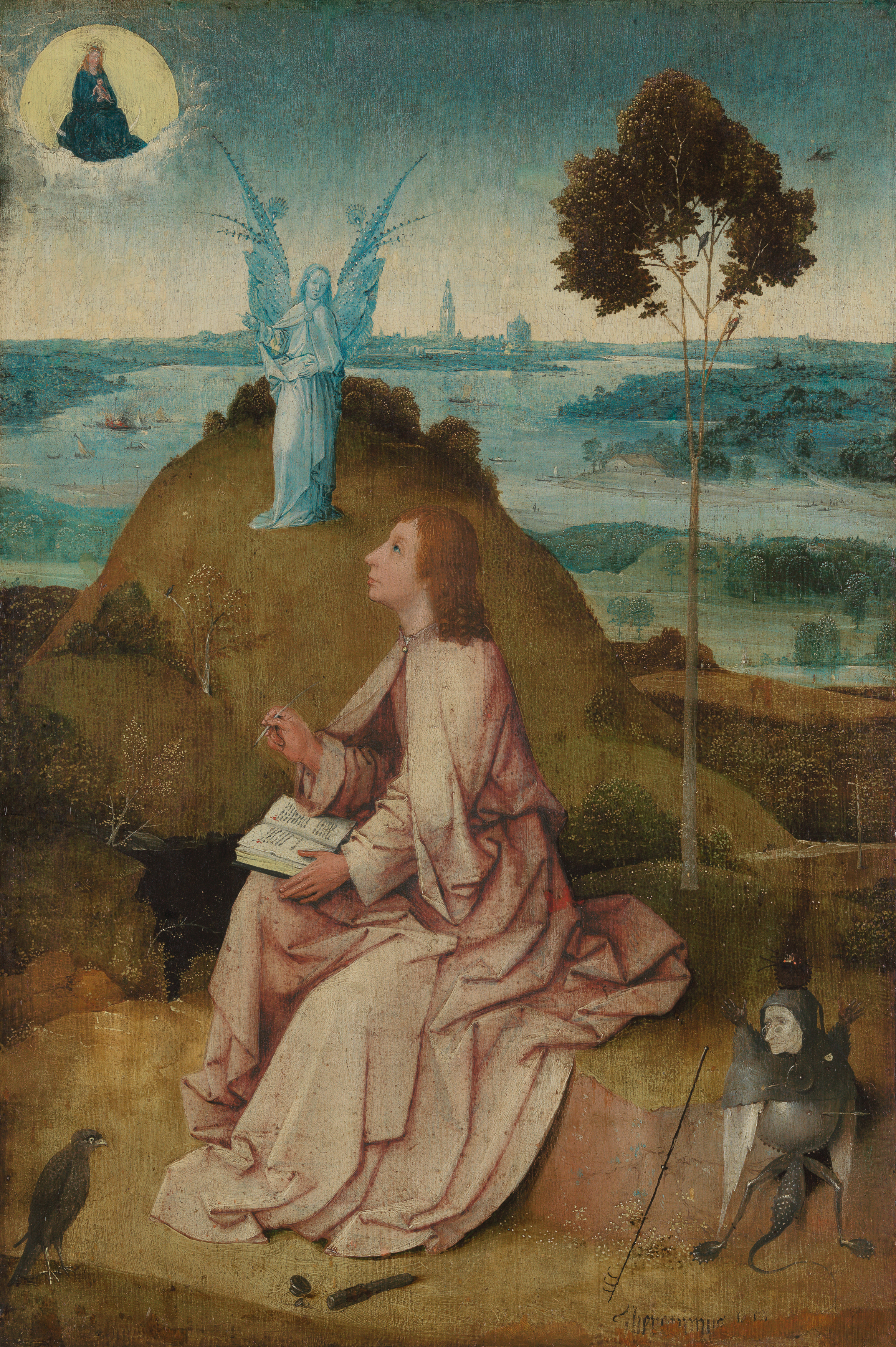
ヒエロニムス・ボス、『パトモス島の聖ヨハネ』 (1489年ごろ、ベルリン絵画館)